# グリマス

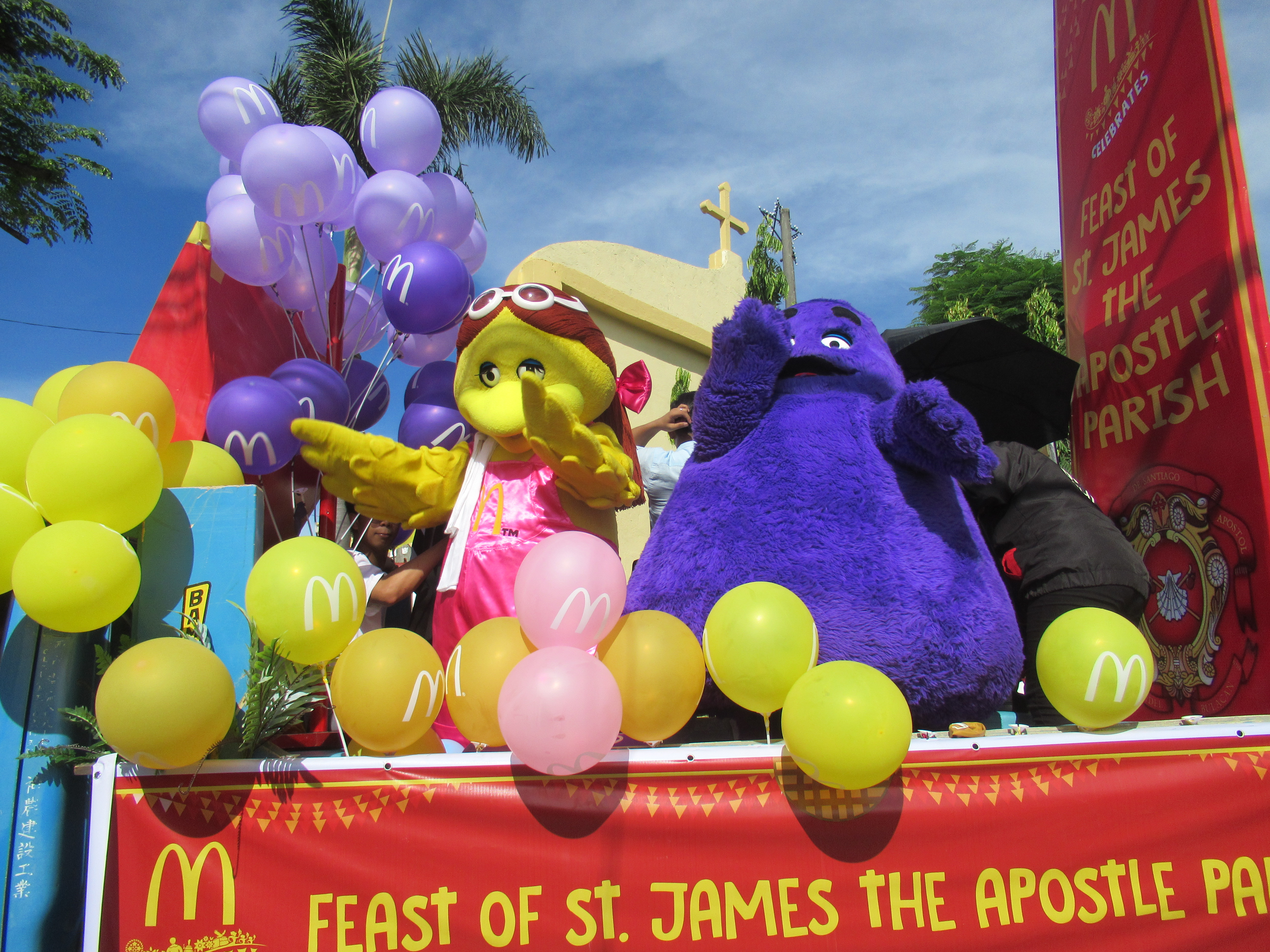
グリマス（写真右）。イベント会場にて。

グリマス (the Grimace) は、ファーストフードチェーン店マクドナルドのマスコットキャラクターの1体である。
マックシェイクのイメージキャラクターである。

## 設定
全身紫色で、首のくびれがないずんぐりとした体型をしている。太い眉毛と常に眠たげな表情がチャームポイント。
マックシェイクが大好物。性格は穏やかで、行動から口調まで常にマイペースののんびり屋。少々間が抜けており、時々トラブルの種を撒く事もある。声は見た目相応に太く低い。スポーツに興じる時などを除けばめったに服を着ない。

## 歴史
1971年11月に、Evil Grimace（直訳：邪悪なしかめつら）として生み出された。
初期は長く伸びた腕が2対あり、厳つい表情で見た目もゴツゴツとした岩を思わせる妖怪のような姿だった。1972年頃にはドナルド・マクドナルドの仲間（という設定）となり、1974年には短い腕が1対だけとなり、全体の見た目や表情もやや親しみやすい印象へと変更された。
テレビCMでは初登場から数年はしばしばドナルドとコンビで登場し比較的目立っていたものの、一時期ハンバーグラーやビッグマックポリスに出番を奪われ出番が急減した。しかし、1980年代後半、なんらかの事情でビッグマックポリスの出番がなくなり、さらに新しいイメージキャラクター・バーディが加わってからは、ハッピーセットのおもちゃ、その他マクドナルドの販促品等でメインキャラクターとして再び活躍するようになった。
しかし、ハンバーグラーらと同様、2003年頃からドナルド単独でのCM出演が増え、さらにハッピーセットのおもちゃもドナルドシリーズが途絶えるようになったこともあってか、2010年代ではあまり見かけなくなったが、2014年1月から行われている「アメリカンヴィンテージ」キャンペーンで、特定の商品を購入すると手に入るLINEの限定スタンプにて、このキャラクターのスタンプが登場している。また、2017年11月から12月までにかけてのハッピーセットで、ドナルド・マクドナルド、ハンバーグラー、バーディと共に登場したほか、2022年にグラニフがマクドナルドとのコラボレーションとして展開したグッズ類においてもほかのキャラクターたちとともに登場している。

### 2023年-2024年：グリマス生誕52周年とその反響

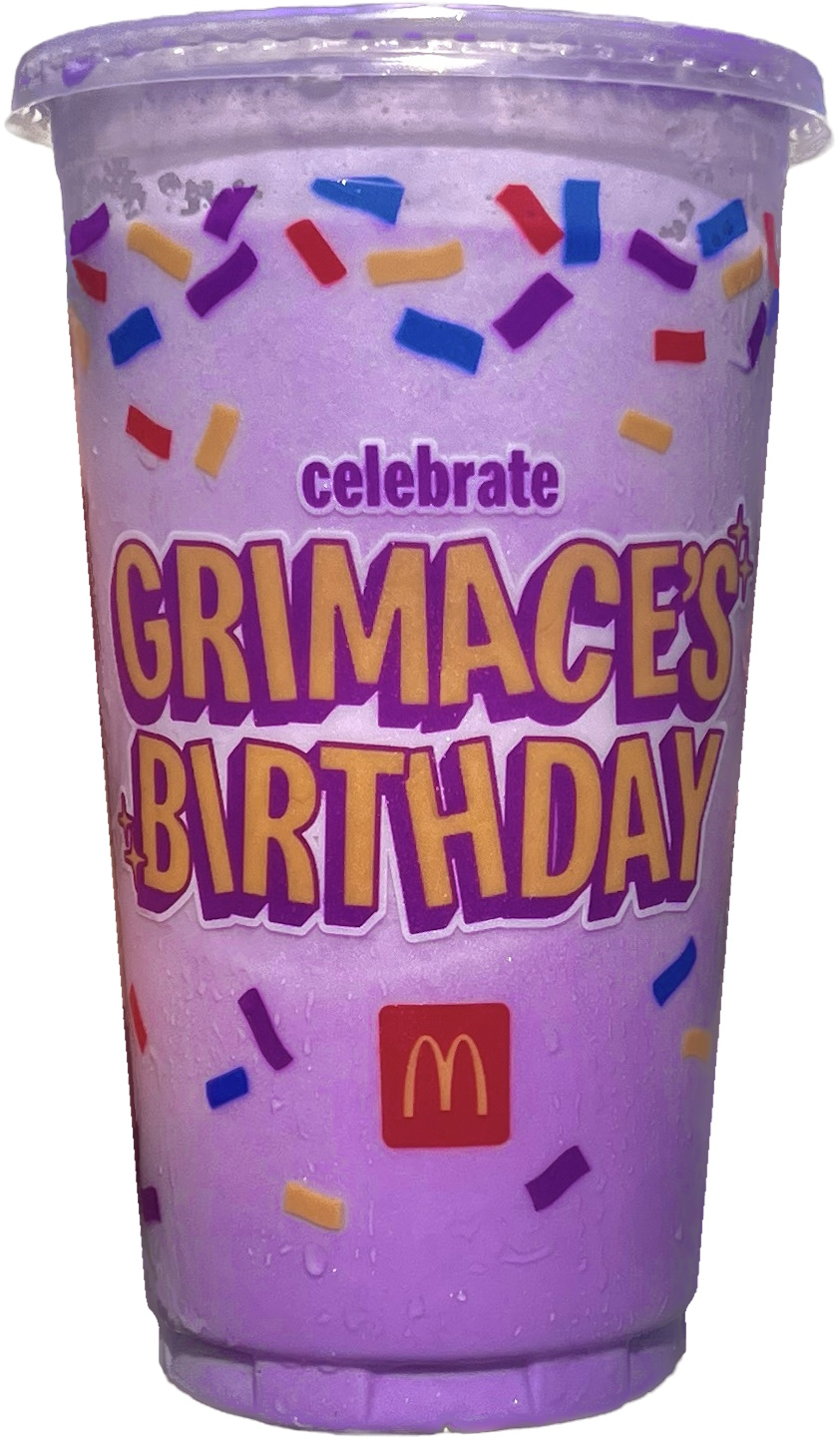
グリマスシェイク

2023年、アメリカのマクドナルドはグリマス生誕52周年として彼をモチーフとした「グリマスシェイク」を発売したほか、彼を主役としたブラウザゲーム「Grimace's Birthday」など様々な商品を展開した。その後、「グリマスシェイクを飲んだ者がなぜか悲惨な姿で見つかる」という動画がTikTokにて投稿され、インターネット・ミームへと発展した。
2024年6月13日、この日が誕生日であるグリマスはアメリカのMLB球団であるニューヨーク・メッツの試合に招待され始球式に参加した。この日の試合をはじめ、メッツは7連勝を記録し、ポストシーズン進出を果たすなど快挙を達成した。その結果、グリマスは「幸運のマスコット」としてメッツファンに親しまれ、ファンがゲン担ぎのためにグリマスの仮装をして観戦に来ることもあったほか、本拠地球場のシティ・フィールドにはグリマスシートが設けられた。
メッツがポストシーズンのナ・リーグ優勝決定シリーズでロサンゼルス・ドジャースに敗れた後、FOXスポーツはXにてドジャースの大谷翔平がボクシングのリング上でグリマスをノックアウトしたコラージュ画像を投稿した。またスポーツ専門チャンネルESPNも、投げたボールを大谷にホームランで返されて涙するグリマスの動画を投稿した。
日本マクドナルドが2024年9月に実施した人気投票「キャラ推しグランプリ」にて、グリマスはドナルド以外のキャラクターたちとともに登場している。2024年10月には日本においても「グリマスシェイク」が発売された。このとき展開されたCMでは、グリマスが「忘れていないよね？」と視聴者に圧をかけたりテレビ画面から飛び出すといった演出が含まれていたため、怖いといった声も寄せられた。

## グリマスィーおじさん
グリマスには「O'Grimacey」というおじがいる。シャムロックシェイク（日本未発売）のイメージキャラクターである。体は薄緑色で、探検家のような服装をしている。
日本で彼がCMや販促品のキャラクターに起用されたことは一度もないが、ゲーム「ドナルドランド」では「アンクル」（「おじ」の意味）の名で出演した。

## 登場するゲーム作品
- ドナルドランド（ファミリーコンピュータ） - 悪魔軍団グモン一族に洗脳されており、6面のボスとして登場。倒すと洗脳が解ける。